# Лишение воды и огня
Лише́ние воды́ и огня́ (лат. aquae et ignis interdictio, либо лат. ignis et aquae interdictio) — вид уголовного наказания, предусмотренный римским правом. Традиционно налагалось народным трибуном. Зафиксировано начиная с эпохи Первой Пунической войны, вышло из употребления в период ранней империи.

## Гипотезаидиспозиция
Распространение эллинистической культуры и образованности к I веку до н. э. серьёзно способствовали трансформации римских нравов. Смягчение суровых установлений предков коснулось и судебной системы, в частности, системы наказаний: она очевидно эволюционировала в сторону большей гуманности. Смертная казнь фактически отошла в прошлое. По обычаю, обвиняемый в совершении уголовного преступления мог, не дожидаясь окончания процесса, отправиться в изгнание. В I веке до н. э. это наказание получило официальное оформление, будучи зафиксировано в ряде уголовных законов Луция Корнелия Суллы. Впрочем, неизвестно, насколько это смягчение коснулось низших слоёв римского общества: ведь в источниках фигурируют, главным образом, представители сенаторского и всаднического сословий. Лишение воды и огня назначалось за следующие преступления:
1. Преступления против величия римского народа, или против республики. Сюда относились действия, направленные к уменьшению величия богов, города, сената, оставление армии, а также восстание против магистратов, попытки их отстранения, умаление власти трибунов. Судебная интерпретация преступлений была весьма разнообразной (само понятие умаления величия было введено в 102 году до н. э.). Детализированную квалификацию дал особый закон Юлия Цезаря, который включил в посягательства на величие римского народа передачу врагу земли или людей, поддержку врага, отпуск пленных, дезертирство, заговоры.
2. Злоупотребления государственной казной — вид должностных преступлений, заключавшихся, например, в хищении священного имущества, нарушении целостности городских стен и укреплений. Старое право придерживалось практики назначения за это изгнания, а с закона Юлия Цезаря и здесь применяли лишение воды и огня.
3. Публичное насилие, которое включало в себя действия, помешавшие магистрату отправлять свои обязанности, а также всё, что нарушило общественное спокойствие. Сюда же позднее отошли и обвинения в насилии против частных лиц (не связанные ни с оскорблениями, ни с отнятием имущества, что считалось частными деликтами). Виновных в публичных насилиях наказывали лишением воды и огня, в частных — конфискацией 1/3 имущества и лишением чести (лат. infamia).
4. Обман, куда входили самые разнообразные по виду преступления: от фальшивомонетничества до злоупотребления доверием при частных сделках, включая обмеривание, обвешивание, изготовление фальшивых завещаний и т. д.

## Санкция
Осуждённый подлежал изгнанию из пределов Римского государства, он утрачивал гражданскую правоспособность, а всё его имущество подлежало конфискации. Запрещалось оказывать ему какую-либо помощь (давать пищу, кров). В случае самовольного возвращения он объявлялся вне закона, то есть мог быть убит безнаказанно любым лицом.

## Известные случаи
- Квинт Сервилий Цепион[6]
- Марк Туллий Цицерон[7]
- Эмилия Лепида[8]
- Закон Юлия Цезаря об оскорблении величия (lex Iulia de maiestatis) 46 года до н. э.[9]
- Закон Педия 43 года до н. э.[10]
- Закон Юлия (Августа) об оскорблении величия (lex Iulia de maiestatis) 8 года до н. э.[11]